# Baie Polarhav
Die Baie Polarhav (französisch für Polarhav-Bucht) ist eine Nebenbucht der Breidvika an der Prinzessin-Ragnhild-Küste im ostantarktischen Königin-Maud-Land.
Belgische Wissenschaftler benannten sie nach dem norwegischen Segler Polarhav (norwegisch für Polarmeer), das in den 1950er Jahren mehrfach belgischen Antarktisexpeditionen zur Verfügung gestanden hatte.